# Ferzikovskij rajon
Il Ferzikovskij rajon (in russo Ферзиковский район?) è un rajon dell'Oblast' di Kaluga, nella Russia europea; il capoluogo è Ferzikovo. Istituito nel 1950, ricopre una superficie di 1.249,9 chilometri quadrati.